# Mister 44
Mister 44 er en amerikansk stumfilm fra 1916 af Henry Otto.

## Medvirkende
- Harold Lockwood som John Stoddard.
- May Allison som Sadie Hicks.
- Lester Cuneo som Eagle Eye.
- Yona Landowska som Larry Livingston.
- Henry Otto som Dick Westfall.